# Loch Borralan
Der Loch Borralan ist ein kleiner, relativ flachgründiger Süßwassersee (Loch) in Assynt im Nordwesten Schottlands. Er befindet sich somit im Highland in Sutherland.

## Etymologie
Der Ursprung von Borralan (vormals auch Borrolan) ist nicht geklärt. Möglicherweise leitet sich der Name aus dem Altnorwegischen burra ab – generell die Bezeichnung eines „befestigten Platzes“.

## Geographie
Der Loch Borralan liegt an der A837 road zwischen Ledmore im Nordwesten und Aultnacealgach im Südosten. Nach dem nächstgrößeren Ullapool im Südwesten sind es 29 Kilometer und nach Lairg im Osten 40 Kilometer (beide Luftlinie).
Den See umgeben mehrere kleinere Hügel, hierunter der Cnoc na Stròine (398 Meter, oft auch nur 390 Meter), der Bad na Claithe, der Cnoc Gorm (186 Meter) oder der Cnoc Bad na h-Achlaise (205 Meter). Höhere Berge in der Umgebung sind der Cùl Mòr (849 Meter) 9,2 Kilometer im Westen, der Suilven (731 Meter) 12,1 Kilometer im Nordwesten, der Canisp (847 Meter) 8,9 Kilometer im Nordnordwesten, der Ben More Assynt (998 Meter) 10,6 Kilometer im Nordosten und davor der niedrigere Breabag (815 Meter) 7,5 Kilometer im Nordosten. Die Cromalt Hills liegen 6,4 Kilometer im Südwesten.
Der See ist in Südost-Nordwest-Richtung etwa 1,6 Kilometer lang, jedoch nur 300 bis maximal 400 Meter breit. Die Ortschaft Aultnacealgach liegt am Südwestufer des Sees, die gleichnamige Aultnacealgeach Lodge befindet sich jedoch gegenüber im Nordosten. Nur etwas nordwestlich von der Lodge liegt auch noch das Alt Motel. Sowohl das Motel als auch die Lodge sind Anzugspunkte für Touristen, die wegen der A837 road hier einen leichten Zugang finden. Der See stellt somit einen touristischen Attraktionspunkt dar.

### Hydrographie
Ein paar kleinere Seen umringen den Loch Borralan, beispielsweise der etwas größere Loch Urigill etwa 1 Kilometer weiter südwestlich, der Loch Ailsh 4 Kilometer weiter östlich und der Cam Loch  2,8 Kilometer weiter nordwestlich. Zum recht großen Loch Assynt im Norden sind es 8,5 Kilometer.
Als Zuflüsse besitzt der See den Ault an Loin Duibh sowie die wesentlich kleineren Bäche Allt nan Cealgach und Allt na Meine. Als Abfluss fungiert der Ledmore River, der sich zum Loch Veyatie im Westen dirigiert und so schließlich als River Kirkaig den Atlantik erreicht.

## Geologie
Der Loch Borralan liegt inmitten des Borralan-Komplexes – dem einzigen bedeutenderen alkalischen Plutoniten der britischen Inseln. Nach dem See wurde das Gestein Borolanit benannt. Dies ist ein weißgefleckter Nephelinsyenit. Es treten aber auch noch ultramafische Pyroxenite, Karbonatite und andere Syenite auf.

## Archäologie
Entlang des Nordufers am Hang oberhalb der Straße finden sich recht nah beinander vier neolithische Chambered Cairns (Kammergräber – HLP 2, HLP 5, HLP 6 und HLP 12). Diese gehören der Orkney-Cromarty-Group (zirka 4.000 bis 2.500 v. Chr.) an und enthalten eine charakteristische, polygonale Kammer.
Der Megalithbau vom Loch Borralan East war wahrscheinlich bis 3400 v. Chr. benutzt worden. Verwendet wurde anstehender, orangefarbener bis rosaroter Syenit, der mit Quarzhammersteinen bearbeitet worden war, sowie cremig-weißer Moine Schist als kontrastierende Eingangssteine. Der 2,5 Meter hohe Cairn hat einen Durchmesser von 12 Meter und wurde sodann mit Torf abgedeckt. Das einstige Dachgewölbe ist mittlerweile eingestürzt. Der Eingang lag auf der Ostsüdostseite. Von im aus wurde über einen 3,4 Meter langen Gang die Vorkammer und die 2,7 × 1,75 Meter große Hauptkammer erreicht. Die Hauptkammer besteht aus vier großen Orthostaten, wobei die Zwischenräume mit sauberem, horizontal geschichtetem Mauerwerk verfüllt waren. Chambered Cairns waren Begräbnisstätten. Ihre Mauern waren polykopenartig d. h. als Kragkuppeln errichtet, wobei sie von großen flachen Abdecksteinen abgeschlossen wurden. Sie ähnelten in etwa einer stufenförmigen Hochzeitstorte. Die Verstorbenen waren in der Hauptkammer niedergelegt worden, welche über eine niedrige, dunkle Passage erreicht werden konnte.
Ferner erwähnenswert sind Loch Borralan West und Loch Borralan South. Auch Loch Barralan West ist ein Kammergrab (auch wenn vor der Kammer jetzt nichts mehr zu sehen ist), das 15 Meter lang und 1,80 Meter hoch ist. Seine Süd- wie seine Ostseite sind nur noch reliktuell vorhanden, da die Steine ausgeplündert wurden. Keinerlei Innenstruktur ist mehr erkennbar. Loch Borralan South oder auch Altnacealgach Cairn ist recht gut erhalten und besitzt eine zentrale Kammer. Es misst etwa 15 Meter im Durchmesser und ist 1,80 Meter hoch. Das Cairn ist mit Moos und Flechten überwuchert und somit mehr oder weniger unberührt. Es finden sich aber dennoch sehr alte Ausgrabungsspuren.
Außerdem ist am Nordwestende des Sees ein Crannog (HLP 13) mit einer 10 Meter langen und 1,3 Meter breiten, unter dem Wasserspiegel liegenden Rampe zu sehen. Die Basis des Crannogs beträgt 26 × 21 Meter. Die Insel liegt 10 Meter vom Ufer entfernt und ragt knapp einen Meter über die Wasseroberfläche.
In der Nähe des Motels sind auch noch Reste mittelalterlicher Shielings zu sehen (Art Almhütten) – mit Mauerresten aus Trockenstein und Erdsoden und primitiven, entsteinten Feldern.

## Ökologie

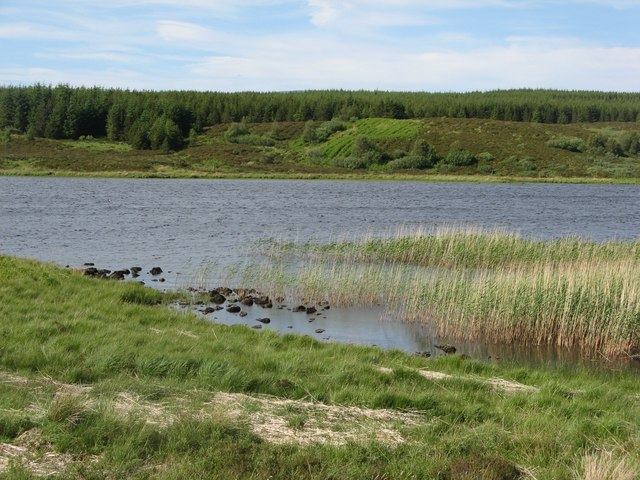
Neupflanzungen am Südwestufer des Loch Borralans

Auf den höheren Lagen um den Loch findet sich vor allem moosige Heide. Vorherrschend am Loch Borralan ist neben den überall gegenwärtigen Farnen jedoch überdeckender Hochlandtorf, der grob beweidet wird. Dazwischen liegen sodann ehemalige Felder und Weiden, die aber jetzt verlassen sind.
Die Nordostseite des Sees ist so gut wie baumlos, mit Ausnahme von Anpflanzungen am Motel und am Nordwestende des Sees. Die Südwestseite hingegen hat ein intensives Wiederaufforstungsprogramm erfahren. Die Neuanpflanzungen sind dicht und erstrecken sich bis hin zum Loch Urigill im Südwesten, bis nahezu an die A835 road im Norden und bis ins Zuflussgebiet vom Ault an Loin Duibh im Südosten. Mehrheitlich wurden Nadelhölzer angepflanzt (wie beispielsweise Sitka-Fichte (Picea sitchensis), Küsten-Kiefer (Pinus contorta) und andere), nur im Südostabschnitt wurden auch Laubhölzer und Buschwerk mit untergemischt.
Die Entwaldungen gingen synchron mit der sich rapide ausbreitenden Landwirtschaft während der frühen Bronzezeit zwischen 2.000 und 1.800 v. Chr. Vorher war die Umgebung des Loch Barralans noch mit Waldkiefern (Pinus sylvestris) bestanden.